# Annunciazione (Giotto)
L'Annunciazione (divisa nei due scomparti dell'Angelo annunciante e della Vergine annunciata) è un doppio affresco (200x185 cm) di Giotto, databile al 1303-1305 circa e facente parte del ciclo della Cappella degli Scrovegni a Padova. Si trova sull'arco di trionfo presso l'altare, al di sotto della lunetta con Dio avvia la Riconciliazione inviando l'arcangelo Gabriele, che è la prima scena del programma teologico della Cappella.

## Descrizione e stile
La realizzazione terrena di quanto deciso da Dio nella lunetta soprastante, avviene in due finte architetture speculari che simulano altrettante stanze con balconcini aggettanti nella parte superiore. La prospettiva delle architetture tende verso l'esterno e converge, idealmente, al centro della cappella: sicuramente venne eseguita in maniera intuitiva usando un medesimo cartone (un "patrono") ribaltato. L'architettura è al contempo elegante e sobria, con un'attenta cura dei dettagli: i cassettoni, gli archetti trilobati, le cornici colorate, le mensole ornate. Alcune discordanze, anche rispetto alla scena soprastante, sono probabilmente dovute al ripensamento dell'architettura nella zona absidale, legata alle proteste degli eremitani nel 1305: si pensa allora che proprio in quell'anno o nel successivo si stesse mettendo mano agli affreschi dell'arcone. La cromia calda e densa è infatti la più matura del ciclo e preannuncia già gli affreschi della Cappella della Maddalena nella basilica inferiore di Assisi.
L'angelo (a sinistra) e Maria (a destra) sono entrambi inginocchiati e, nonostante la distanza fisica, sembrano rivolgersi un intenso sguardo; c'è anche chi ha ipotizzato che le due architetture siano convenzionalmente da intendersi l'una di fronte all'altra. 
Lo sfondo scuro delle stanze, illuminato dalla luce rossa dell'amore divino, fa imporre l'Annunciazione immediatamente allo spettatore che entra nella cappella: l'antica titolazione dell'edificio sacro era infatti all'Annunziata. I gesti sono lenti e calibrati, di una lentezza solenne. La figura di Maria, che nelle scene precedenti era una fanciulla esile e timorosa, qui è trattata come personalità forte e drammatica, di notevole potenza espressiva, come avverrà poi negli episodi seguenti. Le sue braccia incrociate sono in un suggestivo scorcio.
La piena padronanza del profilo, recuperato dall'arte antica e dall'osservazione quotidiana, fece sorgere in Giotto anche il dubbio su come rappresentare le aureole, come si evince bene in questa scena. Dovevano infatti essere considerate dischetti dorati apposti sul retro del capo o auree luminose sferiche? Nell'annunciazione, a differenza di scene più tarde, optò per la prima ipotesi, comprimendo le auree in forme ovali, se necessario all'occhio, rappresentando quindi i primi scorci del genere, ben prima delle sperimentazioni prospettiche di Piero della Francesca. 

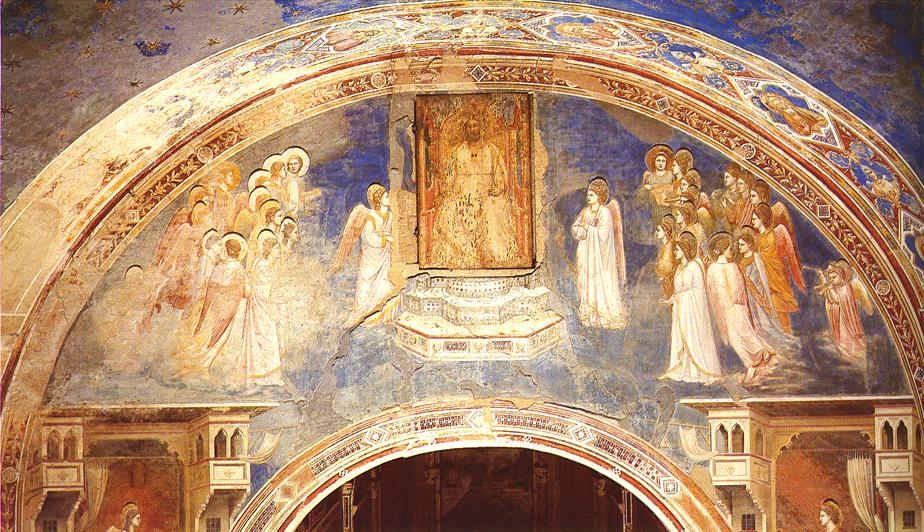
Dio invia l'arcangelo Gabriele